# 安娜·李
安娜·李 （1984年4月22日—），台灣歌手、女藝人，本名李宗望，生於台北市，畢業於國立台灣師範大學，活躍於台灣及日本。藝名「安娜·李」為沿用於日本出道時所使用藝名「アンナ・リー (Anna Lee)」之中文譯名。為獨立音樂及演藝公司「A-One Music Entertainment Ltd.」之創辦人，擅長EDM / Dance Pop / Pop / Pop Rock等多元曲風。

## 演藝生涯
安娜·李就讀國立台灣師範大學時以交換學生身分至日本姐妹校宇都宮大學留學一年，於國立台灣師範大學畢業後至宇都宮大學進修，被日本星探相中，加入渡邊娛樂。2008年4月於日本演藝圈出道，設立官方網站及粉絲會，參與電視節目、電影、雜誌、廣告等演出。
除了國語之外，安娜·李亦能擅長日語、英語及韓語，故有日本媒體稱為「九頭身的三聲帶美少女」。從日本回台灣後，安娜·李被方時娛樂創辦人張鈺凰發掘、進入台灣演藝圈；並組成被譽為「台灣的少女時代」之女子團體「ZERO+ 鄰家女孩」(zero plus)，在團體中擔任隊長，亦因其能歌善舞、健康陽光之外型而有「動感蜜糖」之稱號。
2022年，安娜·李由豐華唱片簽下，成為旗下詞曲作者。她亦於同年創辦了獨立音樂及演藝公司「A-One Music Entertainment Ltd.」，與台日混血的音樂製作人Doc Eason / 榊一生（さかき）合作，於張小燕的大鵬傳播數位發行一系列新型態電子舞曲《HeyDay》、《Dive into You》及《Mama boy》等，及記錄日本出道歷程的《Second Home》等歌曲。開始在知名Live House如China Pa、Oldie Goodie等定期駐唱，及擔任演出嘉賓出席台灣與日本的音樂祭等活動（如基隆山海藝術節、東京代代木公園Taiwan Festa、中華民國總統府前廣場台日水果夏祭等），為音樂圈罕見同時擅長東洋/西洋/台語的音樂團體，也藉此持續擔任台日友好橋樑。安娜·李曾表示，自己與導演白羽彌仁是朋友，她在日本發展時受其協助。
2023年2月，台灣舉行白沙屯媽祖進香，日本TBS電視台節目《世界不思議發現》（《世界ふしぎ発見！》）為此錄製特輯，由安娜·李擔任特派員，她有幸參與了扛媽祖鑾轎「粉紅超跑」，引起媒體熱議報導，也讓信徒直呼媽祖「很親民」。
2024年4月19日，安娜·李於台北Corner Max舉辦了耗資新台幣百萬元製作的「More李4安娜」日台巡迴個人演唱會台北站，全場以擅長之舞蹈結合中文/日文歌曲多樣曲風與日本天團EXILE放浪兄弟成員Akira旗下舞蹈團隊的協力演出帶來動感演唱，全場爆滿，大獲好評。預計於2025年4月於日本東京銀座舉辦「東京場」進行巡迴演出。
2024年6月15日，臺灣感染誌協會「HIV感染誌-Next Story募款餐會」，安娜·李擔任表演嘉賓時首度公開自己是LGBT。
除演藝相關作品之外，亦受邀至企業、大專院校以其專業知能擔任講師授課，現任國立清華大學音樂科技中心「音樂產業創新與營運」等課程之講師。

## 作品

### 個人大型演唱會
2024年
《More李4安娜》日台巡迴演唱會-台北站，2024/04/19於Corner Max舉辦，亦為個人首場大型售票演唱會
2025年
《More李4安娜》日台巡迴演唱會-東京站，2025/04/12於日本東京銀座舉辦

### 音樂作品
2025年
《-ナビ-の光》(日文)，2025/04/04發行，擔任作詞作曲，由榊一生(Doc Eason)製作（日文）
《抱いてセニョリータ》(日文)(Rearrangement cover)
《ダンシングヒーロー Eat You Up》(日文)(Rearrangement cover)
2024年
《丸の内サディスティック/丸之內虐待狂》(日文)(Rearrangement cover)
《Amabie Jazz》，2024/03/18發行，擔任作詞，由榊一生(Doc Eason)製作（日文）
《つながる心/心心相繫》，2024/02/28上架，擔任作詞、MV導演，由榊一生(Doc Eason)製作（中文+日文）
《Mama Boy》，2024/01/04發行，擔任作詞、MV導演，由榊一生(Doc Eason)製作（韓文+英文+台語）
2023年
《Second Home》，2023/07/14發行，擔任作詞、作曲、MV導演，由榊一生(Doc Eason)製作（中文+日文）
《Dive into You》，2023/01/18發行，擔任作詞、MV導演，與榊一生(Doc Eason)共同製作（英文+台語）
2022年
《HeyDay》，2022/08/08發行，擔任作詞、MV導演，與榊一生(Doc Eason)共同製作（日文+台語）
《そばにいるよ》，2022/01/05發行，擔任作詞、MV導演，與榊一生(Doc Eason)共同製作（日文）
《全ての愛をください》，2022/10/28發行，擔任作詞（日文）
《どう？》，2022/10/28發行，擔任作詞（日文）
《Amabie》，2022/03/21發行，擔任作詞，由榊一生(Doc Eason)製作（日文）
2021年
《我在你身旁～By Your Side～》，2021/12/25發行，擔任作詞（2019亞洲電競大賞台灣站之閉幕曲）
2020年
《キラキラ星》，擔任作詞（日文）
2018年
《最強のボビッター》，擔任作詞（日文）
2017年
《索吻姐，自嗨！》（「布蘭妮氏安娜」名義，收錄於〝索吻姐，自嗨！〞EP）
《神指神劍江湖湖》（「布蘭妮氏安娜」名義收錄於〝索吻姐，自嗨！〞EP）
《相約2.5次元》（「布蘭妮氏安娜」名義收錄於〝索吻姐，自嗨！〞EP）
《Let You Go》，擔任作詞（日文）
2012年
《與天同行的觀測者》（命運石之門 中文版 遊戲主題曲）
《Another Heaven》（命運石之門 中文版 片尾曲）
2011年
《Savvy Go Pretty》（「ZERO+鄰家女孩」名義，華歌爾 莎薇 廣告曲）
《開啟愛》（「ZERO+鄰家女孩」名義，收錄於〝《女孩‧華麗冒險》〞EP，華義遊戲 神鑰王 遊戲主題曲）
《Savvy Go Pretty》（「ZERO+鄰家女孩」名義，收錄於〝《女孩‧華麗冒險》〞EP，華歌爾 莎薇 廣告曲）
2010年
《Sha la la la》，2010/07/03發行（「ZERO+鄰家女孩」名義，收錄於〝嬉戲〞）

### 戲劇
| 播出日期       | 播出頻道                                | 劇名                                                                                          | 飾演角色          |
| 2024年12月14日 | TVBS、日本QAB                           | 偶像劇《美食獵人~陳俊潔~(暫)》                                                                | 林瑞妤(女主角)    |
| 2024年4月4日   | 日本TX東京電視台、中華電信MODHami Video | 偶像劇《獨活女子的守則/ソロ活女子のススメ》第4季                                              | 安娜·李(特別出演) |
| 2021年3月24日  | 日本NHKBS4K                             | 偶像劇《今夜の旅はドラマチック～台灣、君を追いかけて/今夜戲劇化之旅~台灣，那年我們追的女孩~》 | 安娜·李(女主角)   |
| 2020年5月16日  | 公視、日本NHK                           | 偶像劇《路～台灣Express～》                                                                   | 林芳慧            |
| 2019年         | 華視主頻                                | 偶像劇《最佳利益》                                                                            | 布蘭妮            |
| 2011年         | 台視                                    | 偶像劇《勇士們》                                                                              | 李安娜            |
| 2011年         | 超視                                    | 單元偶像劇《33故事館-宅配男女》                                                               | 郁如              |
| 2011年         | 超視                                    | 單元偶像劇《33故事館-男賓止步》                                                               | 阿莫              |
| 2011年         | 超視                                    | 單元偶像劇《33故事館-幸福的條件》                                                             | 小曼              |
| 2011年         | 痞客邦                                  | 網路偶像劇《四人三床》                                                                        | 小童              |

### 微電影
| 日期 | 名稱                                 | 角色   | 備註         |
| 2013 | 日本觀光廳微電影《東京.不見不散》    | 女主角 | 與吳慷仁共演 |
| 2013 | 《失控的美學》                       | 女主角 |              |
| 2013 | 日本觀光廳微電影《沖繩離島悠閒之旅》 | 女主角 |              |

## 獎項及提名
| 年份   | 頒獎典禮         | 獎項             | 結果 |
| ------ | ---------------- | ---------------- | ---- |
| 2019年 | 2019亞洲電競大賞 | 年度最佳主持人獎 | 獲獎 |

### 代言
| 年份   | 代言主題                                         |
| 2022年 | 大正製藥《大正百保能》廣告代言                   |
| 2021年 | 大正製藥《欣表飛鳴》廣告代言                     |
| 2014年 | 日本水產《海之姬膠原蛋白飲》                     |
| 2011年 | 華歌爾《莎薇》秋冬幸運色系列平面代言             |
| 2011年 | 資生堂《安耐曬》活動代言                         |
| 2011年 | 華歌爾《莎薇》就愛冰淇淋系列                     |
| 2011年 | 華義遊戲《神鑰王Online》                         |
| 2010年 | 月眉育樂世界《馬拉灣水上樂園》                   |
| 2009年 | 香港電腦通訊節《全港第六屆I.T.代言人大賽》總冠軍 |

### 節目主持
| 時間                  | 節目名稱           | 電視台       | 備註                   |
| 2019.05.26-至今       | 《電競讚起來》     | 狼谷競技台   | 與SoBaD聯合主持        |
| 2011.05.17-至今       | 《電玩宅速配》     |              | 智冠科技               |
| 2018.11.03-2019.05.25 | 《台灣競讚》       | 狼谷競技台   | 訪談各大電競圈重要人物 |
| 2017.05.03-           | 《數位點點名》     | 愛爾達綜合台 |                        |
| 2014.06.28-           | 《悠遊台北U Like》 | 中天娛樂台   | 台北市政府觀光傳播局   |
| 2011.07-2011.08       | 《時尚Buy家女》    | 華娛衛視     |                        |
| 2011.03-2011.04       | 《麻辣男女陣》     | 華娛衛視     |                        |
| 2011.03-              | 《大美女主義》     | 華娛衛視     |                        |
| 2011.02-              | 《男左女右》       | 華娛衛視     |                        |
| 2011.01-2011.03       | 《今夜卿私語》     | 華娛衛視     |                        |
| 2011.01               | 《教主來了》       | 華娛衛視     |                        |
| 2010.10.14            | 《台灣脚逛大陸》   | 中天綜合台   | 淮安特輯               |
| 2009.02-2009.03       | 《現代美人計》     | 華娛衛視     |                        |

### 廣告
| 年份       | 名稱                                              |
| 2016年12月 | 全聯福利中心【每日一菜】X【布蘭妮氏安娜】電視廣告 |
| 2011年     | 資生堂周年廣告                                    |
| 2011年     | 台灣高鐵車廂平面廣告                              |
| 2009年     | 天仁茗茶廣告                                      |

### 助理主持
| 時間            | 節目名稱       | 主持人   | 電視台     |
| 2007.07-2007.08 | 《全民最大黨》 |          | 中天娛樂台 |
| 2007.08-2007.10 | 《爆桿賓果王》 | 陽帆     | 衛視中文台 |
| 2010.09.25-     | 《瘋神無雙》   | 固定演出 | 衛視中文台 |
| 2012.07-2013.01 | 《黃金300秒》  | 吳宗憲   | 中天綜合台 |

### 書籍
| 發行日期   | 作品名稱                  | 作者     |
| 2010.07.03 | 《嬉戲》寫真日誌          | ZERO+    |
| 2011.06.22 | 《女孩‧華麗冒險》寫真日誌 | ZERO+    |
| 2021.12.25 | 《By Your Side》年曆      | 安娜・李 |

### 日本

#### 電視
- 世界不思議發現!(TBS電視台)
  - アンナ・リーの恋しちゃった台湾♥2021〜グルメ占い神秘の森（TBS、2021年2月13日）
  - アンナ・リーの台湾グルメ遺産（TBS、2021年6月26日）
  - 京都の中の台湾 台湾の中の京都（TBS、2022年5月14日）
- 阿Q冒險中（日本電視台）-入選「亞洲三大美女 台灣代表」
- Arabiki團 (暫譯) (あらびき団)（TBS）
- 熱血！平成教育學院  (暫譯)(熱血!平成教育学院)（富士電視台）
- 珍寶TV Delux (暫譯) (お宝TVデラックス)（NHK BS-2）

#### 電視劇
- 路～台湾エクスプレス～2020年（NHK ）
- 今夜の旅はドラマチック～台湾、君を追いかけて(2021.03.24)（NHK BS4K）
- グルメハンター～チェン～2024年（QAB ）

#### 電影
- 花兒游擊隊 (暫譯) (花ゲリラ)（2009年）－飾演 汪李佳

#### 雜誌
- PINKY (集英社)

#### WEB
- Emily的美女研究室 (暫譯) (えみりの美女ラボ) （MIDTOWN TVGyaO）
- Brokore 「Anna Lee 的 GO!GO! 華流娛樂報(暫譯) (アンナ・リーのGO!GO!華流エンタメ)」[永久] 外景主持(2008年4月～)
- 「ANNA BEAUTY PROJECT」-pruduced by Model Bank （页面存档备份，存于） (2008年8月～)

#### 其他
- 日刊現代 (日刊ゲンダイ) 之「@失礼します」專欄

### 馬來西亞

#### 公益活動
- OneCharity愛心華教籌募晚宴 馬六甲站 - 主持人[2]

## 相關網站
- 官方粉絲專頁 （页面存档备份，存于） - 安娜∙李 Anna Lee
- 官方微博 （页面存档备份，存于） - 安娜李annalee
- 官方Twitch （页面存档备份，存于）  - 安娜李
- 官方Instagram  - 安娜李 Anna Lee
- 官方twitter  - ☆Anna Lee☆
- 官方Youtube （页面存档备份，存于）  - 安娜・李 Anna Lee